# Safari (navegador web)
Safari és un navegador web desenvolupat per Apple, basat en el motor WebKit. Es va estrenar a l'escriptori del Mac OS X Panther el 2003. Una versió mòbil s'ha inclòs als dispositius amb iOS des de la introducció de l'iPhone el 2007. Safari és el navegador predeterminat en dispositius Apple. Una versió per a  Windows va estar disponible des del 2007 fins al 2012.
El codi utilitzat per a renderitzar pàgines web està basat en el motor KHTML, creat per al projecte KDE. Com a resultat d'això, el motor intern de Safari és programari lliure i és alliberat sota els termes de la llicència LGPL. Les millores al codi de KHTML per part d'Apple són incorporades al codi de KDE ràpidament.

## Història
Anteriorment al llançament de Safari, Apple incorporava als seus ordinadors el navegador Internet Explorer per a Mac de Microsoft com navegador predeterminat. La primera versió beta de Safari va ser presentada en l'exposició Macworld el 7 de gener de 2003 i va ser alliberada en forma de beta pública. La seva versió 1.0 es va llançar al juny de 2003. La versió 1.1 es va publicar a l'octubre del mateix any i es va convertir en la primera versió de Safari a ser el navegador predeterminat per a Mac OS X. La versió 2.0 va fer la seva aparició el 29 d'abril de 2005 formant part de Mac OS X v10.4. El dia 31 d'octubre de 2005, en una actualització de Tiger, alliberada la versió 2.0.2, convertint a Safari en el primer navegador que passava el test Acid2. El 9 de gener de 2007, Steve Jobs va anunciar que l'smartphone o telèfon intel·ligent d'Apple Inc. (iPhone) usaria Safari per l'exploració de llocs web. Safari 3 va ser anunciat l'11 de juny de 2007 i una beta pública va ser posada a la disposició dels usuaris, sent aquesta la primera versió a funcionar tant en Mac OS com en Microsoft Windows.
Amb el llançament de Mac OS X v10.5 el 26 d'octubre de 2007, va ser inclosa primera versió estable de Safari 3. Va ser inclòs amb l'iPhone des de la primera generació que va sortir el 2007. En aquell moment, Safari era el navegador més ràpid del Mac. Entre 2007 i 2012, Apple va mantenir una versió de Windows, però la va abandonar a causa de la baixa quota de mercat. El 2010, Safari 5 va introduir un mode lector, extensions i eines de desenvolupament. Safari 11, llançat el 2017, va afegir Intelligent Tracking Prevention, que utilitza intel·ligència artificial per bloquejar el seguiment web. Safari 13 va afegir suport per a Apple Pay i autenticació amb claus de seguretat FIDO2. La seva interfície es va redissenyar a Safari 15.

## Característiques
- Interfície de navegació per pestanyes, la qual permet arrossegar les pestanyes per a reordenar-les, moure-les entre finestres, o crear noves finestres a partir de pestanyes.
- Maneig de favorits similar al disseny del programa informàtic de gestió de música iTunes.
- Una barra de recerca web, amb la possibilitat de modificar la seva longitud.
- S'usa el cercador Google per a Mac OS X i Google o Yahoo! per a recerques sota Microsoft Windows.
- Bloqueig de finestres emergents.
- Correcció ortogràfica a l'emplenar camps de text.
- Quadres per a introduir text amb grandària expansible.
- Maneig de contrasenyes integrat sota el sistema Keychain.
- Funcionalitat de subscripció a feeds de contingut nou en llocs web.
- Integració amb el reproductor multimèdia d'Apple, QuickTime.
- Alt nivell en el compliment d'estàndards web.